# Драй-Крік (Аляска)
Драй-Крік (англ. Dry Creek) — переписна місцевість (CDP) в США, в окрузі Саутіст-Фейрбенкс штату Аляска. Населення — 61 особа (2020).

## Географія
Драй-Крік розташований за координатами 63°37′36″ пн. ш. 144°38′21″ зх. д. / 63.62667° пн. ш. 144.63917° зх. д. (63.626638, -144.639194).  За даними Бюро перепису населення США в 2010 році переписна місцевість мала площу 363,25 км², з яких 363,07 км² — суходіл та 0,17 км² — водойми.

### Клімат
| Клімат : Драй-Крік                                                                   | Клімат : Драй-Крік | Клімат : Драй-Крік | Клімат : Драй-Крік | Клімат : Драй-Крік | Клімат : Драй-Крік | Клімат : Драй-Крік | Клімат : Драй-Крік | Клімат : Драй-Крік | Клімат : Драй-Крік | Клімат : Драй-Крік | Клімат : Драй-Крік | Клімат : Драй-Крік | Клімат : Драй-Крік |
| Показник                                                                             | Січ.               | Лют.               | Бер.               | Квіт.              | Трав.              | Черв.              | Лип.               | Серп.              | Вер.               | Жовт.              | Лист.              | Груд.              | Рік                |
| Абсолютний максимум, °C                                                              | 11,7               | 11,1               | 15,0               | 23,9               | 31,1               | 35,0               | 32,2               | 32,2               | 22,2               | 24,4               | 7,8                | 15,6               | 35,0               |
| Середній максимум, °C                                                                | −16,1              | −11,2              | −1,8               | 7,8                | 15,8               | 21,2               | 23,5               | 19,8               | 12,3               | 0,7                | −11,1              | −15,5              | 3,9                |
| Середній мінімум, °C                                                                 | −28                | −24,5              | −18,7              | −8,7               | 0,1                | 6,3                | 7,8                | 4,6                | −0,5               | −10,4              | −22,1              | −26                | −9,9               |
| Абсолютний мінімум, °C                                                               | −52,2              | −50                | −46,1              | −35,6              | −12,2              | −6,7               | −1,1               | −6,7               | −16,7              | −38,9              | −42,8              | −46,1              | −52,2              |
| Норма опадів, мм                                                                     | 13                 | 10                 | 11                 | 12                 | 42                 | 75                 | 74                 | 58                 | 53                 | 25                 | 21                 | 30                 | 424                |
| Днів з опадами                                                                       | 9,3                | 5,9                | 6,6                | 5,1                | 10,1               | 11,4               | 13,9               | 13,7               | 9,8                | 11,2               | 10,1               | 9,5                | 116,6              |
| Днів зі снігом                                                                       | 9,7                | 5,9                | 7,1                | 4,3                | 1,2                | 0,0                | 0,0                | 0,0                | 1,8                | 10,0               | 10,4               | 9,6                | 60,0               |
| ------------------------------------------------------------------------------------ | ------------------ | ------------------ | ------------------ | ------------------ | ------------------ | ------------------ | ------------------ | ------------------ | ------------------ | ------------------ | ------------------ | ------------------ | ------------------ |
| Джерело: NOAA https://www.ncei.noaa.gov/orders/cdo/1040264.pdf Extremes from Nowdata |                    |                    |                    |                    |                    |                    |                    |                    |                    |                    |                    |                    |                    |

## Демографія
Згідно з переписом 2010 року, у переписній місцевості мешкали 94 особи в 29 домогосподарствах у складі 22 родин. Густота населення становила 0 осіб/км².  Було 47 помешкань (0/км²).
Расовий склад населення:
| - 100,0 % — білих |

До двох чи більше рас належало 0,0 %. Частка іспаномовних становила 4,3 % від усіх жителів.
За віковим діапазоном населення розподілялося таким чином: 35,1 % — особи молодші 18 років, 47,9 % — особи у віці 18—64 років, 17,0 % — особи у віці 65 років та старші. Медіана віку мешканця становила 37,3 року. На 100 осіб жіночої статі у переписній місцевості припадало 80,8 чоловіків;  на 100 жінок у віці від 18 років та старших — 90,6 чоловіків також старших 18 років.
За межею бідності перебувало 15,5 % осіб, у тому числі 0,0 % дітей у віці до 18 років та 0,0 % осіб у віці 65 років та старших.
Цивільне працевлаштоване населення становило 52 особи. Основні галузі зайнятості: сільське господарство, лісництво, риболовля — 67,3 %, будівництво — 25,0 %, освіта, охорона здоров'я та соціальна допомога — 7,7 %.